# Asa (rege)
Asa (Ebraică: אָסָא, Standard: Asa, Tiberiană: ʾĀsâ) a fost un rege în Iuda din casa lui David, fiul lui Abia și al Anei, din neamul lui Abesalom. El a domnit între 913 î.Hr. - 873 î.Hr. (Albright), 911 î.Hr. - 870 î.Hr. (Thiele) sau 911 î.Hr. - 870 î.Hr. (Galil). Asa a domnit patruzeci și unu de ani.

## Domnie
Asa i-a urmat la tron tatălui său, Abia. El a distrus templele închinate zeilor srăini și a lipsit-o pe mama sa Maaca de titlul de regină pe motiv că îi făcuse statuie zeiței feniciene Astarte (III Regi 15:11-14).

### Războaiele lui Asa
În primii ani ai domniei sale, Asa s-a războit cu Zerah Etiopianul, care a venit cu o armată de un milion de oameni și trei sute de care până la Mareșa. Asa s-a așezat cu armata în valea lui Țefat, unde i-a învins pe etiopieni (II Cronici 14:9-13).
În anul al 36-lea al lui Asa, regele Baeșa al Israelului a întărit cetatea Rama, pentru a ataca mai apoi Ierusalimul. Atunci, Asa a trimis tot aurul din Templul lui Solomon lui Benhadad, regele Siriei din Damasc, ca să rupă alianța cu Baeșa și să-l atace. Benhadad a atacat Israelul și a bătut Ainul, Danul, Abel, Bet-Maaca, Cherinetul, împreună cu tot pământul lui Neftali. Astfel, Baeșa s-a întors în Tirța, capitala sa, și n-a mai zidit Rama. Din piatra de construcțe de la Rama, Asa a zidit Ghibeea lui Veniamin și Mițpa (III Regi 15:16-22).

## Succesiunea
Asa a murit ca bolnav de picioare ingrijit de medici și a fost înmormâtat cu strămoșii săi în Ierusalim, fiind urmat la tron de fiul său Iosafat (III Regi 15:24). Biblia relatează critic că, pentru boala sa de piciioare, Asa a apelat la medici și nu la Adon.
1. 1 2  10, Cartea întâi Paralipomena